# Cantó de Meylan
El cantó de Meylan és un cantó francès del departament de la Isèra, a la regió d'Alvèrnia-Roine-Alps. Està situat al districte de Grenoble, té 4 municipis i el cap cantonal és Meylan.

## Municipis
- Corenc
- Meylan
- Le Sappey-en-Chartreuse
- La Tronche

## Història
| Data d'elecció                           | Identitat          | Partit              | Qualitat |
| ---------------------------------------- | ------------------ | ------------------- | -------- |
| 1973-1982                                | Antoine Buisson    | CD, després UDF-CDS |          |
| 1982-2008                                | Guy-Pierre Cabanel | UDF-radical         |          |
| 2008-                                    | Jean-Claude Peyrin | UMP                 |          |
| les dades anteriors no són pas conegudes |                    |                     |          |
|                                          |                    |                     |          |

## Demografia
| 1962   | 1968   | 1975   | 1982   | 1990   | 1999   | 2007   |
| ------ | ------ | ------ | ------ | ------ | ------ | ------ |
| 13.374 | 17.662 | 22.932 | 24.946 | 28.435 | 29.972 | 28.078 |